# شوق دوست
شوق دوست نام یکی از آلبوم‌های موسیقی همایون شجریان است که با آهنگسازی محمدجواد ضرابیان در سال ۱۳۸۳ توسط شرکت فرهنگی-هنری دل‌آواز منتشر شد. این آلبوم در دستگاه سه گاه اجرا شده است.

## قطعات آلبوم
| # | نام آهنگ                                 | نام شاعر         |
| ۱ | تصنیف «دلشده»                            | محمدجواد ضرابیان |
| ۲ | ساز و آواز سه گاه «شوق دوست»             | سعدی             |
| ۳ | تصنیف «بخت سرکش»                         | حافظ             |
| ۴ | تکنوازی تار                              | –                |
| ۵ | چهارمضراب مخالف همراه با آواز «شوق دوست» | سعدی             |
| ۶ | آواز مغلوب و فرود «شوق دوست»             | سعدی             |
| ۷ | تصنیف مخالف «مست نگاه»                   | محمدجواد ضرابیان |
| ۸ | ساز و آواز مثنوی مخالف «دریای دل»        | رهی معیری        |
| ۹ | تصنیف «بت عاشقان»                        | محمدجواد ضرابیان |

## نوازندگان گروه سماع
- سنتور: محمدجواد ضرابیان
- تار: شهرام میرجلالی
- نی: بهروز الوندی پور
- تمبک و دایره: کامبیز گنجه ای
- کمانچه: سینا جهان‌آبادی
- تار و تار باس: حمید خبازی
- تار: عرفان گنجه ای
- عود: فرامز گرمرودی
- کمانچه: همایون شجریان
- نوازنده میهمان: اردشیر کامکار[۱]